# Birjand International Airport
Birjand International Airport är en flygplats i Iran. Den ligger i provinsen Sydkhorasan, i den östra delen av landet. Birjand International Airport ligger 1 509 meter över havet.
Terrängen runt Birjand International Airport är kuperad åt nordväst, men åt sydost är den platt. Runt Birjand International Airport är det glesbefolkat, med 12 invånare per kvadratkilometer. Närmaste större samhälle är Birjand, 5,5 km sydväst om Birjand International Airport. Trakten runt Birjand International Airport är ofruktbar med lite eller ingen växtlighet.